# بيلي غودمان
بيلي غودمان (بالإنجليزية: Billy Goodman) هو لاعب كرة قاعدة أمريكي، ولد في 22 مارس 1926 في كونكورد في الولايات المتحدة، وتوفي في 1 أكتوبر 1984 في ساراسوتا في الولايات المتحدة بسبب سرطان.

## وصلات خارجية
- بيلي غودمان على موقع دوري كرة القاعدة الرئيسي (الإنجليزية)
- بيلي غودمان على موقعبيزبول رفرنس.كوم (الدوري الرئيسي) (الإنجليزية)
- بيلي غودمان على موقعبيزبول رفرنس.كوم (الدوري الثانوي) (الإنجليزية)
- بيلي غودمان على موقع إي إس بي إن.كوم (أم.أل.بي) (الإنجليزية)
- بيلي غودمان على موقع مشجعي الرسوم البيانية (الإنجليزية)
- بيلي غودمان على موقع قاعة كارولاينا الشمالية للمشاهير الرياضية (الإنجليزية)